# Берналь (город)
Берналь (исп. Bernal) — город, расположенный в муниципалитете Кильмес, в провинции Буэнос-Айрес (Аргентина). Берналь формирует часть агломерации Большой Буэнос-Айрес.
Берналь — второй площади и наиболее густонаселённая часть муниципалитета Кильмес. Берналь граничит с муниципалитетами Авельянеда и Ланус на северо-западе, городом Кильмес на юго-востоке, муниципалитетами Альмиранте Браун и Ломас-де-Самора на юго-западе, а также омывается водами Рио-де-ла-Платы на северо-востоке.
Берналь делится на районы: Баррио-Парке, Вилья-Крамер, Вилья-Альсира, Берналь-Сентре и другие. Железная дорога генерала Рока также делит город на 2 части.
В Бернале располагается Национальный университет Кильмеса, в котором ежегодно обучается около 18 900 студентов, а также частный Католический университет Ла-Плата.

## История
Семья Берналей с колониальных времён занимала видное положение в обществе Буэнос-Айреса. В середине XIX века потомок этого рода дон Педро Берналь поселился во 2-м квартале Кильмеса (нынешний Берналь), построив здесь крупную ферму и дом. В 1850 году он разделил эту землю на более мелкие фермы, на которых стали жить и другие видные семейства: Молина Салас, Айерса, Тассо и Багли. Таким образом 1850 год стал считаться официальной датой основания города Берналь.
В 1970 году Берналь получил статус города.

## Известные уроженцы
- Себастьян Рамберт (род.1974) — футболист.
- Диего Милито (род.1979) — футболист.
- Габриэль Милито (род.1980) — футболист.